# Dimensions in Time
〈Dimensions in Time〉 (시간의 차원)은 영국의 SF 드라마 닥터 후와 연속극 이스트엔더스가 기부 프로그램 특집으로 크로스오버하여 제작된 에피소드로 1993년 11월 26일과 11월 27일에 처음 방영되었다.
영국 런던 그리니치와 허트퍼드셔주 보어럼우드의 BBC 엘스트리 센터에 자리한 《이스트엔더스》 앨버트 스퀘어 세트장에서 로케이션 촬영이 진행되었다. 제작 당시까지 살아있던 역대 닥터 역의 배우는 물론 대다수 동행자 역의 배우들도 전부 출연하는 동시에, 당시 인기를 끌고 있던 이스트엔더스의 대표 등장인물들도 전부 출연하였다.
에피소드의 줄거리는 7대 닥터 시절 타임로드 빌런인 라니가 시간 구멍을 열어 닥터의 인생에 개입, 일련의 타임슬립을 일으키면서 역대 닥터와 동행자가 여러 시간대의 동일한 장소 속에 뒤섞여 버린다는 이야기이다. 닥터와 동행자가 갇혀 버리는 공간이 이스트엔더스 속의 무대였고, 이스트엔더스의 등장인물들과 이따금씩 조우하는 전개를 담았다.
《닥터 후》로서는 1989년 드라마 방영 중단 이래 기부 프로그램인 칠드런 인 니드 특집으로 4년 만에 편성된 작품이자 드라마 방영 30주년을 기념하는 특집으로서 더 큰 의의가 있는 에피소드이기도 하다.

## 줄거리
라니는 시간의 구멍을 열어 닥터의 타임라인에 개입하기 시작한다. 닥터의 한평생을 통째로 되감아 버리는 바람에, 과거와 미래를 거닐던 여러 닥터와 동행자가 시간을 뛰어넘어 한낱한시의 런던 이스트엔드에 갇혀버리게 된다. 1대 닥터와 2대 닥터 역시 라니가 시간 구멍에 붙잡아두고 있었다. 4대 닥터는 나머지 닥터들에게 라니의 계획에 대해 경고하는 메시지를 보낸다.
긴급상황! 긴급상황! 모든 닥터들에게 보내는 긴급 메시지다. 단 한번이라도, 내 말을 잘 듣는 게 정말 중요해. 라니라는 변절자 타임로드가 우리의 존재를 송두리째 해치고 있어! 라니는 나를 싫어하고, 애들마저도 싫어해! 앞서 두 명의 내가 벌써 그 여자의 잔인한 덫 속에 걸려 버렸어. 괴팍한 친구와 피리 부는 친구, 기억하지? 라니는 우릴 꼼짝 못하게 만들어서 런던 이스트엔드의 음침한 뒷구석에 가둬 두고는 영원한 타임루프 속에 걸려 버리길 바라고 있어. 온 사방에 나쁜 짓을 하고 다닌다고! 살인마의 심장박동 소리가 들려. 내 다른 모습 전부를 없애 버리기 전에 경계하고 막아서야 해! 오... 여보게들, 행운이 있길!

라니의 공격을 피해 그리니치 커티사크 근처에 타디스를 내린 7대 닥터와 에이스는 영문을 몰라한다. 닥터는 우연히 발견한 신문의 연도가 1973년이라는 것을 발견하지만, 무슨 상황인지 짐작도 하기 전에 라니가 타임슬립을 일으켜 버린다. 그 다음 순간 에이스는 1993년의 앨버트 스퀘어에서 6대 닥터와 함께 있는 자신을 발견한다. 길거리 가판대를 세우고 옷을 팔던 산제이 카푸어는 에이스에게 말을 걸고, 산제이의 아내 기타가 6대 닥터에게 1994년에 유행할 패션이라 홍보하면서, 6대 닥터도 시간대가 잘못되었음을 깨닫는다.
또 그 다음 순간, 라니가 타임슬립을 저지르면서 3대 닥터와 멜 부시가 등장한다. 두 사람은 늙은 모습의 폴린 폴러와 캐시 빌에게 다가가 지금이 언제냐고 묻는다. 두 여자가 2013년이라고 답하자 또다시 타임 슬립이 발생한다. 다시 1973년도로 돌아와서 폴린과 캐시는 케네디 미 대통령의 암살을 추억하고, 꼬마 모습의 이언 빌에게 야단을 친다. 그 사이 6대 닥터와 수전 포어맨이 등장, 수전은 우리 할아버지 (1대 닥터)는 어디 갔냐고 6대 닥터에게 묻는다.
2013년으로 다시 건너뛰자 수전은 사라 제인 스미스로 바뀌고, 닥터도 6대 닥터에서 3대 닥터의 모습으로 바뀐다. 두 사람은 대체 이게 무슨 상황인지 단서를 맞춰 보려 하지만, 라니가 타임슬립을 또 한번 저지르는 김에, 사이버맨, 피피, 시 데빌, 오그론, 갈리프레이의 타임로드까지 여러 외계 종족의 표본을 풀어버리기 시작하면서 더 큰 혼란에 빠진다. 1993년이 되고 5대 닥터는 니사, 페리와 만났다가 라니가 풀어놓은 외계종족의 습격을 받고, 팻 버처에게 조심하라는 경고를 전한다. 이어 라니는 풀어놓은 종족들을 퀸 빅토리아 바깥에 멈춰세운다.
또다시 타임슬립이 벌어지자, 이번에는 연도는 같은데 5대 닥터가 3대 닥터로 바뀌고 리즈 쇼가 등장한다. 라니는 리즈의 정신을 조종하기 시작하고, 맨디 솔터가 나서 라니의 횡포를 저지하려 한다. 이때 UNIT의 마이크 예이츠 소령이 현장에 와서 3대 닥터를 구해낸다. 예이츠 소령을 따라 대피하던 닥터 일행을 맞이한 것은 레스브리지스튜어트 준장이었다.
타임슬립이 한번 더 발생하자 닥터는 6대 닥터로 바뀌고, 준장에게 작별인사를 건넨 뒤 타임슬립이 다시 벌어진다. 1993년의 굴다리 밑에서 필 미첼과 그랜트 미첼은 길을 잃고 헤메는 로마나를 발견한다. 닥터는 어디 있냐는 로마나의 말에 닥터라면 해롤드 레그 박사님을 찾아가보라고 한다. 로마나가 퀸 빅토리아를 지나치는 순간 라니가 나타나 로마나를 납치하고, 그 모습을 프랭크 버처가 목격한다.
다시 1973년으로 돌아온 3대 닥터는 빅토리아 워터필드에게 라니가 누구인지 설명하고 타디스로 돌아가는 순간 라니의 통제력이 잃을 것이라 짐작한다. 이후 7대 닥터가 1993년에 타디스를 차고 내리자, 로마나의 모습으로 복제되었던 릴라가 라니의 손아귀에서 탈출해 나온다. 그 결과 인간의 두뇌를 자신의 타디스 컴퓨터에 쓰려던 라니였지만, 거꾸로 타임 로드의 두뇌가 남겨지게 된다. 7대 닥터, 에이스, K9은 기계에 과부하를 일으켜, 라니를 1대와 2대 닥터가 잡혀 있던 시간 터널 속으로 보내버리고, 타임 루프 속에 같여 있던 모든 닥터가 풀려나게 된다. 에이스와 함께 타디스에서 내린 7대 닥터는 "틀림없이 나는, 그러니까 우리는 끝장낼 수 없어"라는 말을 남기며 에피소드가 끝난다.